# Yitzhak Arad
Yitzhak Arad (hebreiska: יצחק ארד), född Itzhak Rudnicki 11 november 1926 i Święciany i dåvarande Andra polska republiken (i dagens Litauen), död 6 maj 2021, var en israelisk förintelsehistoriker som tidigare var brigadgeneral i Israels försvarsmakt. Han var chef och föreståndare för Yad Vashem-museet och dess arkiv från 1972 till 1993.